# Halictonomia sakarahensis
Halictonomia sakarahensis är en biart som först beskrevs av Raymond Benoist 1962.  Halictonomia sakarahensis ingår i släktet Halictonomia och familjen vägbin. Inga underarter finns listade i Catalogue of Life.